# Pontificio seminario regionale umbro
Il Pontificio seminario regionale umbro Pio XI è il seminario regionale della regione ecclesiastica Umbria, nel quale si formano quei giovani che si preparano al sacerdozio, appartenenti alle otto diocesi umbre o provenienti da altre diocesi italiane ed estere. Il rettore è Francesco Verzini.

## Fondazione
Il Pontificio seminario regionale umbro "Pio XI" è sorto nel 1910, dopo che nel quinquennio precedente i vescovi della regione che a quel tempo comprendeva anche la diocesi di Rieti, erano stati impegnati nella fase di concretizzazione della direttive date da papa Pio X alle diocesi italiane in merito alla formazione dei futuri sacerdoti.
Il 3 dicembre 1912 il nuovo seminario regionale umbro, con il nome di  Seminario teologico interdiocesano, è inaugurato, dopo che, il 27 novembre, vi avevano fatto ingresso i primi venticinque seminaristi. Inizialmente il seminario ha sede nell'edificio costruito di fronte al Seminario diocesano di Assisi, e può ospitare fino a sessanta alunni. Nel 1924 si trasferirà nell'attuale sede, sempre in Assisi, ma in via Ludovico da Casoria.
Nel 1913 ricevono l'ordinazione presbiterale i primi alunni: don Matteo Giuliani e don Angelo Landucci della diocesi di Città di Castello e don Venanzo Picchi della diocesi di Nocera Umbra.

## Storia
Dopo il periodo iniziale, gli anni dal 1923 al 1941 segnano un incremento degli alunni che salgono da 150 a 280. Anche a motivo di questo significativo aumento, nel 1933, la sede del Seminario viene ampliata con una nuova ala.
Nel 1944 il rettore Domenico Raimondi, della diocesi di Acqui, a motivo del passaggio del fronte bellico, non può rientrare ad Assisi e la Congregazione dei seminari nomina reggente del seminario il vescovo di Assisi, Giuseppe Placido Nicolini.
Il periodo 1945 – 1964 è caratterizzato da un rapido avvicendamento di rettori e direttori spirituali. Dopo il rettorato di Fabio Fabbi (1945 – 1949), primo ex alunno a ricoprire l'incarico, si alternano quattro rettori nel giro di quindici anni.
Durante il rettorato di Dino Tomassini si verifica un nuovo rapporto tra superiori ed alunni, impegnando la comunità a un dialogo sincero e schietto in preparazione al futuro servizio pastorale dei giovani sacerdoti. Il numero dei seminaristi si aggira intorno ai duecento. Frequentano i corsi di studio del seminario, anche gli alunni degli oblati di San Francesco di Sales e dei rogazionisti.
Un rinnovamento profondo nella pedagogia del seminario è apportato dal rettore Carlo Urru (1964 – 1971), subito dopo il Concilio Vaticano II:
- vacanze natalizie in famiglia, poi anche vacanze pasquali;
- possibilità di sostenere gli esami di terza liceo nella scuola statale;
- uso di tuta sportiva nelle gare calcistiche;
- abolizione dell'obbligo di uso della veste talare, sostituita dal clergyman dopo la tonsura.

Il 1º luglio 1968 il Pontificio seminario regionale umbro "Pio XI" passa dalla giurisdizione della Sede Apostolica a quella dei vescovi della regione ecclesiastica Umbria.
Gli anni Ottanta e Novanta del XX secolo sono stati caratterizzati da:
- una conduzione più diretta da parte della Conferenza episcopale umbra;
- da una graduale riduzione del numero dei seminaristi;
- dall'apertura alla collaborazione con gli altri seminari presenti in Assisi per la formazione culturale.

La sede del Seminario venne gravemente danneggiata dal terremoto di Umbria e Marche del 26 settembre 1997, e fino al 2005 la comunità è stata ospitata presso  villa Santa Tecla, struttura ricettiva della diocesi assisana, dove è rimasta fino all'ottobre 2005, quando ha fatto ritorno nella sede storica.
Dall'anno accademico 2008 - 2009 la formazione è articolata in un anno propedeutico e un quinquennio formativo.

## Studi
Dall'anno scolastico 1912 - 1913 sono attivati i corsi di teologia, mentre nell'anno scolastico 1914 - 1915 hanno inizio anche i corsi del liceo. Accanto alle materie fondamentali vengono impartiti insegnamenti di discipline cosiddette ausiliarie, quali l'ebraico, il greco biblico, la patrologia, la pastorale, l'eloquenza sacra, l'ascetica e mistica, la liturgia, l'archeologia, l'arte sacra e canto gregoriano.
Nel 1927 la Sede Apostolica riconosce al Seminario Regionale la facoltà di conferire i gradi accademici del baccellierato, della licenza e della laurea in Sacra Teologia; tale facoltà viene rinnovata fino alla riforma degli studi teologici del 1931.
Nel dopoguerra con l'anno scolastico 1951 - 1952 vengono riformati anche gli studi liceali e viene aggiunto un anno di filosofia tra il liceo e la teologia.
Nel 1967 il corso di filosofia è integrato con corsi di introduzione generale alla Sacra Scrittura e di Storia e Istituzioni della Chiesa antica.
Nell'anno scolastico 1968 - 1969 iniziano a frequentare l'Istituto di Teologia del Seminario Regionale anche gli studenti del Seminario Teologico della Porziuncola dell'Ordine dei frati minori.
Nell'anno scolastico 1969 - 1970 il corso di studi viene riorganizzato, secondo le nuove disposizioni del Concilio Vaticano II, in un biennio filosofico e un quadriennio teologico.
Il 30 ottobre 1970 la Congregazione per l'educazione cattolica autorizza l'affiliazione dell'Istituto di Teologia del Seminario alla Facoltà di Sacra Teologia della Pontificia Università Lateranense.
Il 10 ottobre 1971 l'Istituto di teologia del Pontificio seminario regionale umbro si è unito all'Istituto teologico  Franciscanum dell'Ordine dei Frati Minori Conventuali per dare vita all'Istituto teologico di Assisi, che non è emanazione di nessuno dei due precedenti istituti, ma una nuova realtà accademica aperta sia ai seminaristi, ai religiosi, alle religiose e ai laici. In quest'occasione i corsi di studio che fino allora si erano tenuti all'interno del seminario regionale con la fusione e la creazione dell'istituto teologico furono trasferiti presso il Sacro convento di Assisi.
Attualmente la biblioteca del Seminario, aperta anche alla consultazione esterna, conta circa 20.000 volumi e numerose riviste attive e cessate.

## Rettori
- 1912-1914, Piero Scarponi (Diocesi di Macerata)
- 1914-1916, Pasquale Ciocia (Arcidiocesi di Lanciano)
- 1916-1923, Fiorenzo Canuti (Diocesi di Città della Pieve)
- 1923-1929, Ernesto Ferrario (Arcidiocesi di Milano)
- 1929-1941, Silvio Boni (Diocesi di Foligno)
- 1942-1945, Domenico Raimondi (Diocesi di Acqui); reggente per l'a.s. 1944-1945, Giuseppe Placido Nicolini, vescovo di Assisi
- 1945-1949, Fabio Fabbi (Diocesi di Norcia)
- 1949-1952, Alfredo Filici (Arcidiocesi di Rossano)
- 1952-1957, Dino Tomassini (Diocesi di Foligno)
- 1957-1960, Ivan Peri (Diocesi di Nocera e Gualdo)
- 1960-1964, Antonio Gualdi (Diocesi di Carpi)
- 1964-1971, Carlo Urru (Arcidiocesi di Perugia-Città della Pieve)
- 1971-1980, Oscar Battaglia (Diocesi di Norcia)
- 1980-1983, Agostino Rossi (Arcidiocesi di Spoleto)
- 1983-1989, Pietro Bottaccioli (Diocesi di Gubbio)
- 1989-1996, Ugo Ughi (Diocesi di Fano-Fossombrone-Cagli-Pergola)
- 1996-2004, Piergiorgio Brodoloni (Diocesi di Terni-Narni-Amelia)
- 2004-2013, Nazzareno Marconi (Diocesi di Città di Castello)
- 2013-2020, Carlo Franzoni (Diocesi di Orvieto-Todi)
- 2020-2023, Andrea Andreozzi (Arcidiocesi di Fermo)
- dal 2023, Francesco Verzini (Arcidiocesi di Perugia-Città della Pieve)